# ژوئل (بازیکن فوتبال، زاده ۱۹۳۱)
ژوئل آنتونیو مارتینس (پرتغالی: Joel Antônio Martins; ۲۳ نوامبر ۱۹۳۱ – ۱ ژانویهٔ ۲۰۰۳) بازیکن فوتبال اهل برزیل بود.
از باشگاه‌هایی که در آن بازی کرده‌است می‌توان به باشگاه ورزشی ویتوریا، باشگاه فوتبال فلامینگو، باشگاه فوتبال بوتافوگو، و باشگاه فوتبال والنسیا اشاره کرد.
وی همچنین در تیم ملی فوتبال برزیل بازی کرده‌است.